# 白斑散紋夜蛾
白斑散紋夜蛾（学名：Callopistria delicata）為夜蛾科蕨夜蛾亞科散紋夜蛾屬下的一個種，由張保信先生於1991年發表為新物種，模式產地為苗栗橫龍，正模式標本與副模式標本現存於國立自然科學博物館。
本種的近緣種目前已知為Callopistria albolineola (Graeser, [1889] 1888)與Callopistria yerburii Butler, 1884